# Sudesna dali
Espèce
Sudesna dali est une espèce d'araignées aranéomorphes de la famille des Dictynidae.

## Distribution
Cette espèce est endémique du Yunnan en Chine. Elle se rencontre vers Dali.

## Description
Le mâle holotype mesure 2,00 mm et la femelle paratype 2,46 mm, les mâles mesurent de 1,87 à 2,13 mm et les femelles de 2,18 à 2,71 mm.

## Systématique et taxinomie
Cette espèce a été décrite par Wang, Peng et Zhang en 2025

## Étymologie
Son nom d'espèce lui a été donné en référence au lieu de sa découverte, Dali.

## Publication originale
- Wang, Peng & Zhang, 2025 : « Six new species and a new synonym of the mesh-web spider genus Sudesna Lehtinen, 1967 (Araneae, Dictynidae) from China. » ZooKeys, vol. 1234, p. 127-149 (texte intégral).